# ثنائي البويغ الخنازيري
ثنائي البويغ الخنازيري (الاسم العلمي: Bisporella strumosa) هو نوع من الفطريات يتبع جنس الثنائي البويغ من الفصيلة المسمارية.